# Episodi di Inuyasha (sesta stagione)

Inuyasha con Tessaiga in forma Kongosoha

La sesta stagione dell'anime Inuyasha (犬夜叉?, InuYasha) comprende gli episodi dal centotrentuno al centosessantasette, per un totale di 37 episodi, ed è l'ultima della prima serie animata. La regia generale degli episodi è a cura di Yasunao Aoki e sono prodotti da Yomiuri TV e Sunrise. Gli episodi sono adattati dal manga omonimo di Rumiko Takahashi, e più precisamente agli eventi narrati dal capitolo 288 al 356 dei volumi 29-36. In questa sesta stagione, vengono narrati i fasti del nuovo personaggio Hakudoshi, del destino di Kikyo e della battaglia per il possesso dell'ultimo frammento della sfera presente al confine del mondo. In questa stagione vi sono 3 puntate speciali doppie, e sono presenti 12 episodi non tratti dal manga (di cui 2 degli speciali, ed una puntata solo parzialmente tratta dal fumetto).
È andata in onda in Giappone dal 3 novembre 2003 al 13 settembre 2004 su Yomiuri TV, mentre l'edizione italiana è stata trasmessa su MTV dal 3 aprile al 27 novembre 2007.

## Lista episodi
| Nº  | Titolo italiano Giapponese 「Kanji」 - Rōmaji | In onda           | In onda           |
| Nº  | Titolo italiano Giapponese 「Kanji」 - Rōmaji | Giapponese        | Italiano          |
| 131 | Il rotolo maledetto 「観音掛け軸 呪いの罠」 - Kannon kakejiku noroi no wana | 3 novembre 2003   | 3 aprile 2007     |
| 131 | Inuyasha e i compagni vengono a conoscenza di un villaggio popolato da donne orco e incontrano un vagabondo di nome Shinosuke, reduce di guerra e alla ricerca disperata della sua ragazza Wakana. Quando approdano al villaggio tutto appare tranquillo, essendo infatti apparentemente popolato solo da vedove di guerra. Nella notte Sango scorge le donne del villaggio mentre si recano verso il lago e, avendo visto poco prima Miroku fare la corte a una ragazza, le segue in solitudine. Così facendo viene però trascinata sott'acqua e costretta a inghiottire un uovo che la rende una donna orco, posseduta come tutte quelle del villaggio. Intanto Shinosuke ritrova Wakana, che lo porta al tempio della dea Kannon. Qui si trova anche Miroku, che si rende conto della presenza di un demone nel dipinto. Nello stesso tempo Inuyasha e Kagome raggiungono il lago e affrontano le ragazze possedute: per il mezzodemone la lotta è estenuante, dovendo egli fare attenzione a non fare troppo male alle ragazze. |                   |                   |
| 132 | La più pericolosa delle dichiarazioni di Miroku 「弥勒法師の最も危険な告白」 - Miroku hōshi no motomo kikenna kokuhaku | 10 novembre 2003  | 10 aprile 2007    |
| 132 | Miroku ha scoperto la natura del demone: quest'ultimo racconta che in passato un potente monaco l'aveva sigillato in un rotolo, poi nascosto nel dipinto della dea Kannon. In seguito, risvegliato dalla malvagità di Naraku, aveva sfruttato la debolezza delle vedove facendosi portare da esse gli uomini per divorarne la pelle. Miroku riesce a salvare la ragazza che era con lui colpendola allo stomaco con un pugno a cui è attaccato fuda, così da farle espellere l'uovo. Colpisce poi il demone, che fugge nel lago a riprendere le sue fattezze di enorme demone salamandra. Inuyasha lo sconfigge facilmente, ma le donne portano ancora l'uovo nel ventre. Miroku viene a sapere di Sango e si dirige a salvarla, ma anche lei è posseduta: la ragazza si rivela un avversario arduo per il monaco, che viene ferito al braccio e al volto. Miroku riesce però a farle prima perdere Hiraikotsu e poi a colpirla allo stomaco con il fuda liberandola dalla possessione. Sango si scusa per l'accaduto, ma Miroku ammette le sue colpe rivelandole che per lui è una donna speciale, e che perciò la vede solo come un'abile alleata e non come una normale donna. Sango, ferita, fa per andarsene, ma Miroku continua il discorso proponendole di sposarla quando la lotta con Naraku sarà terminata. |                   |                   |
| 133 | La donna che amò Sesshomaru (prima parte) 「犬夜叉スペシャル 殺生丸を愛した女」 - Sesshōmaru wo aishita onna (zenpen) | 24 novembre 2003  | 17 aprile 2007    |
| 133 | Una principessa di nome Sara, colpita da una malattia mortale, è in procinto di morire: un attimo prima della morte getta in pasto ai demoni il suo corpo e la sua anima per potere compiere il suo desiderio, divenendo così un demone (similmente come accadde con Onigumo). Il desiderio della donna è consegnare Tessaiga a Sesshomaru, essendo l'arma bramata dal principe dei demoni; Sara incontrò Sesshomaru quando egli tentò senza successo di prendere Tessaiga nella tomba di suo padre e perse nel combattimento un braccio. Mentre si trovava nei paraggi di un forte attaccato uccise alcuni soldati salvando il regno di Soju Asano, padre di Sara. La demone riesce con uno stratagemma a impossessarsi di Tessaiga. |                   |                   |
| 134 | La donna che amò Sesshomaru (seconda parte) 「犬夜叉スペシャル 殺生丸を愛した女」 - Sesshōmaru wo aishita onna (kōhen) | 24 novembre 2003  | 17 aprile 2007    |
| 134 | Inuyasha corre a riprendersi la spada, mentre Sesshomaru rifiuta il dono della ragazza. Quando Sesshomaru rimase ferito Sara andava sempre a tenergli compagnia suonando con un flauto, ma il re Asano non voleva che sua figlia frequentasse un demone, perciò fece attaccare Sesshomaru dai suoi soldati senza successo. Quando arriva Inuyasha si scopre che in realtà i demoni hanno preso il sopravvento sul corpo di Sara e la stavano sfruttando per mirare al potere demoniaco di Sesshomaru; quest'ultimo con un grande sforzo riesce a impugnare per un attimo Tessaiga e a sferrare la Cicatrice del Vento, uccidendo il demone e procurandosi fortissime ustioni sulle mani. L'anima di Sara può trovare così la pace. |                   |                   |
| 135 | L'ultimo festino del maestro di Miroku 「弥勒の師匠最後の宴」 - Miroku no shishō saigo no utage | 1º dicembre 2003  | 24 aprile 2007    |
| 135 | Kagura accompagna il bambino nel tempio di un sacerdote e lo uccide posando l'infante sul corpo e permettergli di scorgere nell'animo del santo. Il bambino rivela di volere vedere il confine fra questo e l'altro mondo, ma che ha bisogno di un individuo con un potere spirituale più elevato. Venuti a conoscenza di questi omicidi Miroku e gli altri si dirigono da Mushin, il maestro di Miroku; inoltre il tanuki Hachiemon li informa che probabilmente l'uomo sta per morire. Miroku decide di esaudire gli ultimi strani desideri del monaco. |                   |                   |
| 136 | Il mistero del demone invisibile 「怪奇透明妖怪現る現る！」 - Kaikitōmei yōkai arawaru arawaru! | 8 dicembre 2003   | 1º maggio 2007    |
| 136 | Il gruppo di Inuyasha reincontra l'anziana esorcista del castello della testa d'orco e collaborano in una nuova missione; distruggere un demone invisibile che ruba le ricchezze di un castello. Shippo, venendo come al solito trattato male da Inuyasha, decide di volersi vendicare sfruttando una tecnica che gli permette di diventare invisibile, che poi dovrà usare anche per scovare il demone durante il furto, ma il demone volpe non sa che l'effetto della tecnica è solo temporaneo. |                   |                   |
| 137 | Kagome la trisavola 「ご先祖の名はかごめ」 - Go-senzo-sama no namae wa Kagome | 12 gennaio 2004   | 8 maggio 2007     |
| 137 | In classe di Kagome Hojo, il suo pretendente, mostra un albero genealogico della sua famiglia che ha origini fino al Sengoku, e mostra che Akitoki Hojo (personaggio già comparso nel secondo film) è sposato con una donna di nome Kagome. La ragazza così inizia a pensare che forse quella Kagome del passato è proprio lei, infatti il gruppo incontra Akitoki. Quest'ultimo racconta che ha il compito di purificare la metà della Naginata di Kenkon nel tempio di Furai, poiché questa potente arma demoniaca forgiata da Kaijinbo era stata sigillata da una sacerdotessa in due luoghi differenti; una nel Fuji e l'altra nell'Hakurei, che però dopo il crollo e la scomparsa della protezione sacra ha ridato vita alla metà dell'alabarda ora in possesso del demone Hoshiyomi. |                   |                   |
| 138 | Soli in mezzo ai demoni 「妖怪山河ふたりのサバイバル」 - Yōkai sanga futari no sabaibaru | 19 gennaio 2004   | 15 maggio 2007    |
| 138 | Dopo un attacco subito dagli uomini di Hoshiyomi Kagome e Hojo cadono da un precipizio, rimanendo perciò isolati. I quattro servi si mostrano a Inuyasha e agli altri; sono Suzaku dei fiori, Seiryu della luna, Byakko della neve e Genbu della tenebra. Hoshiyomi ordina ai suoi uomini di andare a prendere la naginata nelle mani di Hojo, mentre lui inizia a combattere con Inuyasha bloccandogli il potere demoniaco di Tessaiga. I servi di Hoshiyomi trovano una foto che raffigura Ayumi, Eri e Yuka, le amiche di Kagome, e creano fantocci per trarre in inganno Kagome e Hojo (non potendo loro toccare la Naginata poiché ne verrebbero posseduti). La ragazza però scopre subito il tranello e viene rapita. |                   |                   |
| 139 | Scontro alla cascata 「昇雲の滝の大決闘」 - Syoūn no taki no dai-kettō | 26 gennaio 2004   | 22 maggio 2007    |
| 139 | Hoshiyomi vuole utilizzare il potere spirituale di Kagome e manda i suoi seguaci contro il gruppo. Il demone racconta a Kagome il motivo per cui vuole annientare gli esseri umani; egli li ritiene inaffidabili, dato che lui è stato tradito da una donna di nome Tsukiyomi. Akitoki Hojo e Shippo vengono braccati dallo strambo Suzaku trasformato in un'aquila scarlatta; Sango è in difficoltà affrontando Seiryu (un demone drago con le squame di serpente) e Miroku viene ferito alla schiena da Byakko (demone tigre), mentre Inuyasha se la vede con Genbu (demone tartaruga) senza potere usare il potere di Tessaiga ancora bloccato. Miroku alla fine, grazie all'aiuto di Inuyasha, riesce a usare il vortice e a risucchiare i quattro demoni. La metà della naginata di Hojo, attirata dall'altra, lo porta nel tempio di Hoshiyomi che finalmente mette insieme l'arma. Hoshiyomi non anela solo il potere della Naginata di Kenkon, ma vuole aprire un buco nero per sterminare la razza umana sfruttando le due forze contrapposte della spada. |                   |                   |
| 140 | Amore eterno 「永遠の思い 乾坤の薙刀」 - Eien no omoi Kenkon no Naginata | 2 febbraio 2004   | 29 maggio 2007    |
| 140 | Il combattimento inizia e a un certo punto lo spirito di Tsukiyomi viene ospitato dal corpo di Kagome; finalmente la donna può chiarire "l'equivoco" con il suo amato. I due si erano innamorati e sterminavano demoni malvagi assieme (similmente alla storia di Kikyo e Inuyasha); poi però Hoshiyomi si fece forgiare da Kaijinbo la Naginata di Kenkon, tuttavia la spada rese succube Hoshiyomi, così Tsukiyomi dovette sigillare il suo amato, poi l'alabarda, e infine liberare Hoshiyomi. Però l'uso esasperante della forza spirituale l'ha portata a morire prima che ella potesse chiarire. Nonostante ciò Hoshiyomi oramai non vuole tornare indietro dalla sua decisione di sterminare gli umani. Il potere di Tessaiga finalmente torna così, come il potere spirituale di Kagome, e i due sferrano un attacco combinato; una freccia sacra unita al Bakuryuha che distrugge sia Hoshiyomi che la Naginata di Kenkon. Alla fine si scopre che Akitoki ha sposato una ragazza che lui ha voluto rinominare Kagome. |                   |                   |
| 141 | Il cavallo demoniaco 「解き放たれた妖馬炎蹄」 - Tokihanatareta yōba Entei | 9 febbraio 2004   | 5 giugno 2007     |
| 141 | Kagura e il bambino continuano a trucidare monaci e sacerdoti per spiare tra il confine fra questo e l'altro mondo, ove si trova l'ultimo frammento della sfera dei quattro spiriti. I due giungono dal maestro Shinsen, il sacerdote più elevato del luogo, che pur venendo ucciso da Kagura riesce a tagliare in due il bambino con uno scettro. Kagura porta i resti a Kanna, che però le lascia una metà portandosi l'altra. Il gruppo di Inuyasha arriva sul luogo e dopo avere saputo dell'accaduto iniziano a lottare con Entei, un potentissimo cavallo demoniaco con gli zoccoli di fiamma che in passato era stato sigillato da Shinsen. La forza distruttiva e la velocità di Entei sono impressionanti, tanto da mettere in difficoltà Inuyasha. Intanto Kagura, rimasta a sorvegliare l'altra metà del bambino, nota che quest'ultimo riprende vita sotto diverse sembianze. |                   |                   |
| 142 | Hakudoshi 「暴走炎蹄と戦慄の白童子」 - Bosō entei to senritsu no Hakudoshi | 16 febbraio 2004  | 12 giugno 2007    |
| 142 | Il gruppo di Inuyasha è sulle tracce di Entei; nel frattempo il destriero libera Rengokuki dal sigillo di Shinsen, un demone cannibale scelto in passato da Entei stesso per essere cavalcato in merito alla sua forza brutale. Al primo combattimento con Inuyasha Rengokuki batte in ritirata e si dirige alla distruzione di un villaggio dove incontra Kagura, presente lì a cercare un vestito per l'altra metà del bambino; quest'ultimo si mostra nelle sembianze di un giovane ragazzino e sconfigge facilmente Rengokuki prendendosi la sua naginata e venendo scelto da Entei come nuovo padrone. Hakudoshi raggiunge Inuyasha e gli altri e li informa di essere il figlio di Naraku, inoltre dice loro della presenza del frammento al confine del mondo per avere più possibilità di trovarlo. Il gruppo viene incontro a nuovo mistero; adesso Hakudoshi non uccide più sacerdoti, ma decapita demoni di basso livello portandosi appresso le teste. |                   |                   |
| 143 | Cuore di Lontra 「父を訪ねて三千里」 - Chichi o tazune te san senri | 23 febbraio 2004  | 19 giugno 2007    |
| 143 | Il gruppo di Inuyasha segue la pista dei demoni decapitati e incontrano un cucciolo di demone-lontra che si porta appresso la testa di suo padre, scamozzato, con la speranza di trovare il corpo e riattaccare la testa prima che muoia. Hakudoshi mozza le teste dei demoni poiché essi ci mettono più tempo a morire e così riesce a scrutare il confine con l'altro mondo per più tempo. Kanta e gli altri trovano il corpo del padre ormai morto, ma Shippo, la cui storia della piccola lontra gli ricorda quella di suo padre, chiede a Sesshomaru, lì presente perché attirato da Tenseiga, di usare la sua spada per riportarlo in vita. Il demone-cane rifiuta, ma il richiamo di Tenseiga gli fa cambiare idea. Sia Hakudoshi che il demone-lontra, nel confine del mondo, hanno visto una grande distesa bianca con enormi ossa. Inuyasha, Kagome e Sesshomaru capiscono che si tratta della tomba del Grande Demone Cane. |                   |                   |
| 144 | L'ultimo frammento 「宝仙鬼と最後のかけら」 - Hōsenki to saigo no kakera | 1º marzo 2004     | 26 giugno 2007    |
| 144 | Appreso che probabilmente l'ultimo frammento si trova nella tomba del Grande Demone Cane Inuyasha si dirige da Myoga e Totosai per sapere come riutilizzare la perla nera presente nel suo occhio destro per accedere al confine del mondo. Myoga lo informa che oramai la perla ha esaurito il suo potere nell'occasione precedente e si è dissolta; inoltre Totosai fa notare che anche Kagome quella volta era presente nella tomba e non aveva avvertito la presenza di frammenti. Il gruppo a questo punto si dirige dal creatore di perle Hosenki, ma egli è morto di vecchiaia e il suo successore non è ancora in grado di crearne di nuove in tempi brevi. Hakudoshi scopre che esiste un ingresso per il confine tramite la Montagna infuocata e manda Kagura a informare il gruppo. |                   |                   |
| 145 | I guardiani del confine del mondo 「あの世との境に異様な門番」 - Anoyo to no sakai ni iyō na momban | 8 marzo 2004      | 3 luglio 2007     |
| 145 | Il gruppo si dirige alla Montagna infuocata scortato dagli insetti velenosi inviati da Hakudoshi. Arrivati al monte si trovano di fronte un portone che collega il mondo terreno con il confine dell'aldilà. Vicino alla porta vi sono due statue, ma quando Inuyaha si avvicina all'ingresso esse si animano; sono Gozu e Mezu, i guardiani del confine del mondo. Inuyasha tenta di attaccarli senza riuscire a ferirli e Myoga spiega che essendo loro delle creature dell'aldilà non possono essere feriti da armi terrene e che si fermeranno solo quando avranno ucciso il mezzo-demone poiché l'unico modo per attraversare l'ingresso è da morti. Inuyasha allora infrange le catene del portone con Tessaiga Rossa ed essa si apre. Nel frattempo Kagura si insinua per passare per prima e prendere il frammento (in questo istante Kagome percepisce il frammento nell'aldilà), tuttavia dall'entrata arriva un raggio che tramuta tutto in pietra e poi si richiude, così né la signora del vento né il gruppo riesce a passare. Kagura infuriata colpisce Hakudoshi, reo di averla usata come "cavia", ma il ragazzo bianco si rigenera senza subire danni mentre Kagura si accascia al suolo in preda al dolore ricevuto dal cuore stretto da Naraku. |                   |                   |
| 146 | La principessa dei corvi 「気性荒い鳥使い 阿毘姫」 - Kishōarai toritsukai abi-hime | 15 marzo 2004     | 10 luglio 2007    |
| 146 | Naraku si rivolge ad Abi, la principessa dei corvi, e le propone di aiutarla a raccogliere più sangue per diluire il veleno con cui sua madre è rimasta intossicata. Ella accetta momentaneamente il suo aiuto non temendolo come individuo essendosi resa conta che lui è solo un mezzo-demone. Il gruppo di Inuyasha si dirige in un villaggio che potrebbe essere attaccato dagli uccelli demoniaci. I corvi arrivano e dopo essere stati distrutti dalla banda (ma non prima di avere messo a fuoco l'intero villaggio) giunge Abi, seguita dai Saimyosho, che inizia a confrontarsi con Inuyasha. Quest'ultimo le scaglia la Cicatrice del Vento ma il tridente della principessa dei corvi ricevuto da Naraku e plasmato con le sue stesse ossa, reagisce innalzando la barriera protettiva. Abi non vedendoci chiaro fugge e il gruppo si interroga su quale beneficio Naraku possa avere facendo succhiare sangue umano per raggiungere il frammento al confine del mondo. |                   |                   |
| 147 | La canzone del destino (prima parte) 「めぐり逢う前の運命恋歌（さだめのこいうた）」 - Meguriau mae no unmei renka (zenben) | 19 aprile 2004    | 17 luglio 2007    |
| 147 | In questo speciale, tramite Kaede, viene raccontato il passato di Inuyasha e Kikyo e le dinamiche del loro incontro e della trappola ordita da Naraku cinquanta anni prima. La piccola Kaede guarda con devozione la sorella maggiore Kikyo, esperta sacerdotessa, dotata di un immenso potere spirituale. Gli sterminatori di demoni del villaggio natale della Sfera dei Quattro Spiriti, il cui capo è Shako, il nonno di Sango, possessore dell'Hiraikotsu e affiancato da Kirara, trova il gioiello nel corpo del Millepiedi Joro, che in seguito verrà ucciso e buttato nel pozzo mangia-ossa. Essendo piena di malvagità gli sterminatori consegnano a Kikyo la sfera in modo che la purifichi e la protegga dagli esseri malvagi, divenendone la custode. Intanto Inuyasha combatte con alcuni demoni per via della sua razza di mezzo-demone, e perciò vuole ottenere più forza. Quando incontra Kikyo viene a conoscenza del gioiello e decide di volersene impossessare, ma Kikyo riesce ogni volta a fermarlo senza però ucciderlo. Dopo svariati tentativi falliti in cui Inuyasha cerca di appropriarsi della sfera protetta da Kikyo tra i due inizia a instaurarsi un legame, inoltre Inuyasha inizia a collaborare con la sacerdotessa nello sterminio dei demoni. Kikyo va a trovare un brigante di nome Onigumo, il cui corpo è rimasto ustionato in un incendio ed è perciò impossibilitato a muoversi per il resto della vita. |                   |                   |
| 148 | La canzone del destino (seconda parte) 「めぐり逢う前の運命恋歌（さだめのこいうた）」 - Meguriau mae no unmei renka (kōhen) | 19 aprile 2004    | 17 luglio 2007    |
| 148 | Il potere spirituale di Kikyo, ormai innamorata di Inuyasha, si indebolisce; allora Tsubaki, una sacerdotessa rivale, ne approfitta per attaccarla con un maleficio per prendersi la sfera, ma Kikyo con il solo movimento dell'arco le respinge contro la fattura lasciandole un segno indelebile sul volto. Nel frattempo numerosi demoni, tra cui un ragno che ha osservato tutti gli avvenimenti, attirati dai pensieri malvagi di Onigumo, lo convincono a dare in pasto la sua anima per fargli ottenere ciò che vuole; un nuovo corpo, la sfera e Kikyo. Il demone nato da questa unione, ricoperto da una pelle di babbuino, invia una moltitudine di demoni a prendere la sfera e in questo scontro Kaede perde la vista da un occhio. Inuyasha decide di diventare un essere umano usando la sfera in modo da purificare e liberare Kikyo dal suo incarico; i due allora si danno appuntamento per l'evento. Il demone, Naraku, escogita un tranello prendendo le sembianze di entrambi e portandoli a odiarsi e a uccidersi a vicenda, causando così l'inquinamento della sfera, il sigillo eterno posto a Inuyasha e la morte di Kikyo (uccisa da Naraku) che però ordina alla sorella di bruciare la sfera con i suoi resti per farla sparire per sempre. Circa cinquecento anni dopo la sfera tornerà nel mondo terreno nel corpo di Kagome Higurashi. |                   |                   |
| 149 | La freccia della confusione 「波乱を呼ぶ一本の矢」 - Haran wo yobu ippon no ya | 26 aprile 2004    | 24 luglio 2007    |
| 149 | I pochi sopravvissuti degli stermini degli uccelli si dirigono dal Grande Monaco, una persona di cui non si sa nulla e che secondo i paesani li aiuterà. Kagura si dirige da Sesshomaru ma non lo trova; inoltre sa di non avere nulla da dargli in cambio, così pensa che l'altra metà del bambino essendo stata affidata a Kanna dovrebbe avere più importanza per la vita di Naraku. Poco dopo proprio Kanna porta il bambino alla principessa di un castello che ha partorito un figlio già morto. Il gruppo di Inuyasha incontra i paesani e li accompagna nella terra del santo, ma nel tragitto arrivano i corvi di Abi seguiti da Hakudoshi e Kagura. In realtà essi stanno solo guadagnando tempo per fare arrivare Abi nel luogo dove si è radunata più gente. Inuyasha usa Tessaiga Rossa per distruggere la barriera del figlio di Naraku senza successo; in quello stesso istante però una freccia scoccata dal Grande Monaco distrugge la barriera, così Inuyasha fa a pezzi Hakudoshi che batte in ritirata. Sul campo rimane solo Entei, ma il cavallo viene distrutto dal mezzo-demone con il Bakuryuha grazie all'aiuto di Kirara. |                   |                   |
| 150 | La luce della fede 「聖者を導く不思議な光」 - Seija wo michibiku hushigi na hikari | 3 maggio 2004     | 31 luglio 2007    |
| 150 | Secondo Inuyasha la freccia del Grande Monaco che ha distrutto la barriera non ha l'odore di Kikyo ma bensì un altro. Intanto Abi viene messa in fuga dal Grande Monaco e inizia a preoccuparsi dei guai che le porta l'essersi alleata con Naraku. Mentre Hakudoshi rigenera il suo corpo Kagura nota la mancanza del cuore nel suo petto pur sentendo i battiti, così intuisce che esso si trova in un altro posto. Le due servitrici del santo trafugano la terra tombale di Kikyo e il gruppo di Inuyasha seguendo la pista si dirige alla montagna proibita, seguiti dai demoni di Naraku. In questa occasione Inuyasha trova il Grande Monaco che si rivela essere solo un fantoccio di carta, così come le sue due servitrici, dopo essere stati distrutti da Kagura, confermando che anche Naraku teme che Kikyo sia ancora viva. Infatti la freccia che ha demolito la barriera di Hakudoshi era impregnata della terra tombale di Onigumo. Nel frattempo gli shinidamachu scortano Kagome alla cascata in cui è in cura il corpo di Kikyo, la quale essendo avvelenata non può muoversi né parlare. |                   |                   |
| 151 | La scelta di Kagome 「かごめ 本能の選択」 - Kagome honnō no sentaku | 10 maggio 2004    | 7 agosto 2007     |
| 151 | Kagome è davanti alla cascata in cui Kikyo giace in fin di vita. Le due servitrici, Kocho e Asuka, le danno le istruzioni per salvarla, spiegandole che la sacerdotessa cadendo dal Monte Hakurei nel fiume di miasma si è salvata grazie al suo corpo artificiale. Però ormai il veleno di Naraku le ha quasi consumato la vita, così Kagome decide di salvarla senza pensarci due volte ed entra nella cascata purificandole la ferita piena di miasma usando la terra tombale di Kikyo trafugata dalle due servitrici. Kikyo, ripresa, va via prima che arrivi Inuyasha per andare a nascondersi e riacquistare la sua energia spirituale. Quando Inuyasha arriva Kagome è su tutte le furie e se la prende con il mezzo-demone. Intanto Kohaku si trova nei pressi del castello in cui Kanna ha consegnato il bambino. |                   |                   |
| 152 | Il protettore 「守れそして奪い取れ！」 - Mamore soshite ubaitore! | 17 maggio 2004    | 14 agosto 2007    |
| 152 | Abi decide di rompere i legami con Naraku e sua madre allora le consiglia di attaccare un castello che viene sorvolato dai demoni di Naraku senza essere perlustrato e che quindi potrebbe essere importante. Anche il gruppo di Inuyasha si trova nelle vicinanze e Kohaku si trova lì sotto ordine di Naraku, assieme a Kanna, per tenere di guardia il bambino, ora nelle mani della principessa del forte. Kagura intanto capisce che Hakudoshi non può morire finché non viene distrutto il suo cuore, che non si trova nel suo corpo. L'attacco al castello inizia; Abi e Inuyasha iniziano ad affrontarsi, mentre Kohaku di spontanea volontà aiuta i soldati a proteggere la principessa, quando a un certo punto la voce di Naraku riaffiora nella sua mente prendendo il controllo su di lui. |                   |                   |
| 153 | Crudele riabbraccio 「運命は残酷な再会」 - Ummei wa zankoku na saikai | 24 maggio 2004    | 21 agosto 2007    |
| 153 | Kohaku, in preda alla volontà di Naraku, uccide senza pietà tutti i soldati a difesa della principessa. A quel punto arriva Sango e Kohaku inizia a rammentare la sua identità in preda a un delirio venendo poco dopo portato via da Kagura; quest'ultima un attimo prima aveva visto Kanna prendere il bambino dalle braccia della principessa deceduta. Il castello cade e gli uccelli di Abi hanno raccolto molto sangue, diluendo quasi del tutto il veleno che intossicava la madre; ella si rende conto che Naraku stava proteggendo il nido degli uccelli con una barriera che ora ha rimosso. Kohaku ha ormai ricordato ogni cosa e giura di uccidere Naraku; allo stesso tempo Kagura capisce che nell'altra metà del bambino è contenuto il cuore di Hakudoshi, o per meglio dire il cuore di Naraku. |                   |                   |
| 154 | Il portale demoniaco 「あの世とつながる妖怪」 - Anoyo to tsunagaru yōkai | 31 maggio 2004    | 28 agosto 2007    |
| 154 | Durante la notte Kocho e Asuka raggiungono Inuyasha e lo scortano da Kikyo, ancora in fase di guarigione. La sacerdotessa spiega che l'odore degli uccelli demoniaci si sente perché Naraku ha rimosso la barriera al nido, in modo da attirare anche il gruppo quando il portale con l'aldilà si aprirà, per fare sì che Kagome con il suo potere individui il frammento della sfera per lui. Così Kikyo, non potendo agire di persona, consegna a Inuyasha una freccia per Kagome intrisa con la terra tombale di Onigumo. Pur essendo a conoscenza del piano il gruppo di Inuyasha si dirige al nido dei corvi. Intanto Naraku è già lì a fare la conoscenza della madre di Abi, Tekkei (Myoga spiega che ella è un demone che collega il mondo terreno con l'aldilà); quest'ultima divora Naraku. Quando il gruppo arriva Naraku dall'interno uccide Tekkei e poi anche Abi (sfruttando il tridente che le aveva donato) e si appresta ad aprire il confine con l'altro mondo. |                   |                   |
| 155 | Il custode del frammento 「四魂のかけらを守る鬼」 - Shikon no kakera wo mamoru oni | 7 giugno 2004     | 4 settembre 2007  |
| 155 | Tagliando la testa di Tekkei Naraku avvia il fiume di sangue che apre la via per il confine con l'altro mondo, così sia lui che il gruppo di Inuyasha si precipitano all'interno giungendo nella tomba dei demoni dove giace lo scheletro del Grande Demone Cane. Intanto Sesshomaru arriva troppo tardi vicino al cadavere di Tekkei, essendosi chiuso il passaggio, e Kagura allora gli parla di un altro ingresso per accedere. Al confine il frammento è custodito da un demone ricoperto di Kongosenki (smeriglio): esso è Hosenki, il creatore della perla nera. Dopo avere riconosciuto Myoga il demone eremita spiega che prima di morire è venuto in possesso di un frammento della sfera e che il suo potere di comunicare con i gioielli gli ha consentito di conoscere il volere del frammento di venire con lui nel confine per non unirsi alle schegge corrotte. Hosenki comunque non vuole cederlo a nessuno e ingaggia una battaglia con Inuyasha; il suo frammento inizia ad annerirsi per la presenza della malvagità di Naraku nascosto da qualche parte. Il mezzo-demone con l'aiuto di Kagome riesce a distruggere la corazza in cui era incastonato il frammento, ma Hosenki ferisce Inuyasha facendolo precipitare al suolo. |                   |                   |
| 156 | Duello all'ombra della lapide 「墓前決戦！ 殺生丸vs犬夜叉」 - Bozen kessen! Sesshōmaru vs Inuyasha | 14 giugno 2004    | 11 settembre 2007 |
| 156 | Kagura scorta Sesshomaru alla Montagna Infuocata, dove il principe dei demoni inizia a scontrarsi con i guardiani Gozu e Mezu. Nel confine del mondo, ora che Inuyasha è al tappeto, compare Naraku che si prepara a estrarre l'ultimo frammento da Hosenki. Il saggio creatore di perle lo trafigge con il suo braccio di smeriglio trapassando anche la barriera, ma in questo modo Naraku lo inquina totalmente e grazie alla rottura della corazza creata dal gruppo riesce a estrarre la scheggia; tuttavia Inuyasha torna in campo per impedirglielo e usa la Tessaiga Rossa senza successo per distruggere la sua barriera. Non vedendo altre soluzioni il mezzo-demone sferra una Cicatrice del Vento appositamente per farla respingere dalla barriera di Naraku per poi avvolgerla e generare l'onda Bakuryuha, che però non riesce nemmeno a scalfirla, e inoltre Hosenki trafigge Inuyasha alle spalle. Nel frattempo Sesshomaru, non potendo ferire i guardiani con le armi terrene, sfodera Tenseiga che invece può ferire gli esseri che non sono di questo mondo, e così il portone si apre e Gozu e Mezu lo lasciano passare. Naraku prende l'ultimo frammento e rivela che, mentre il gruppo è condannato a rimanere lì al confine senza via d'uscita, lui può andarsene, ma a quel punto arriva Sesshomaru pronto a fronteggiarlo. |                   |                   |
| 157 | La spada di Naraku 「奈落を貫け金剛槍破」 - Naraku wo tsuranuke kongōsōha | 21 giugno 2004    | 18 settembre 2007 |
| 157 | Sesshomaru attacca Naraku con i colpi energetici di Tokijin, ma la barriera blocca tutti i colpi. Intanto Hosenki, adesso non più vittima dell'inquinamento, chiede a Inuyasha di farsi colpire in modo da passare il potere demoniaco a Tessaiga per distruggere la barriera di Naraku. Il mezzo-demone inizia a colpire Hosenki senza scalfirlo, d'altro canto le scaglie di smeriglio gli piombano addosso causandogli delle ferite. Naraku fa uscire i tentacoli dalla sua barriera e attacca Sesshomaru che però li distrugge, ma da essi viene sprigionato un'enorme quantità di miasma velenoso che va a colpire anche il luogo in cui è posto tutto il gruppo. Inizialmente Kagome disperde il veleno, ma le sue frecce finiscono a eccezione di quella di Kikyo che la respinge, così Inuyasha interrompe la "prova" per salvare i suoi compagni, e con grande sorpresa dalla Cicatrice del Vento spuntano anche scaglie di smeriglio che distruggono la barriera di Naraku. Hosenki spiega che se il mezzo-demone si fosse fatto vincere dall'avidità, le scaglie di diamante lo avrebbero ucciso. A questo punto Inuyasha sfodera il suo nuovo potere; il Kongosoha. Naraku, trafitto da una pioggia di diamanti, viene ridotto in mille pezzi da Sesshomaru. I frammenti del suo corpo iniziano a svanire, Kagome lancia la freccia purificatrice di Kikyo e recupera il frammento, mentre Naraku si salva grazie alla barriera di Hakudoshi che lo collegava al mondo dei vivi. Sesshomaru intuisce che Naraku è privo del cuore. |                   |                   |
| 158 | La corsa dei topi 「大暴走無数の妖怪ネズミ」 - Daibōsō musū no yōkai nezumi | 5 luglio 2004     | 25 settembre 2007 |
| 158 | Naraku si rende conto che il potere della freccia spirituale scoccata da Kagome appartiene a Kikyo, così, non conoscendo il luogo in cui si nasconde ordina ad Hakudoshi di stanarla e ucciderla dandogli carta bianca sul metodo da usare. Intanto Inuyasha non trova più Kikyo nel luogo in cui si era rifugiata, mentre Kagura è certa che il cuore di Naraku si trovi nel bambino e che solo distruggendolo si può uccidere Naraku e Hakudoshi. La signora del vento tenta di strappare informazioni a Kohaku e portarlo dalla sua parte mettendolo al corrente dell'importanza del bambino, ma Kohaku finge di essere ancora fedele a Naraku per evitare di essere scoperto e per mantenere la possibilità di trovare il bambino. Hakudoshi, accompagnato da Kohaku, fa uccidere uno Zushi-Nezumi per impossessarsi del suo Zushi (lo "zaino"). Questo zaino magico infatti, se aperto, genera demoni-topo famelici all'infinito che invadono ogni villaggio, inoltre se vengono colpiti si intensificano ancora di più e l'unico modo per ucciderli è distruggere lo zaino. Hakudoshi intende creare stragi per fare in modo che Kikyo intervenga uscendo allo scoperto. La sacerdotessa però usa un Ogatama, un ramo mistico che tramite un incantesimo genera un albero purificatore attira-demoni, in modo da radunare tutti i topi in unico punto e purificarli senza bisogno della sua presenza. |                   |                   |
| 159 | La decisione di Kohaku e il cuore di Sango 「琥珀の決意と珊瑚の心」 - Kohaku no ketsui to Sango no kokoro | 12 luglio 2004    | 2 ottobre 2007    |
| 159 | Hakudoshi, intuito l'intervento di Kikyo, si avvia per ucciderla e ordina a Kohaku di rimanere a guardia dello zaino e di non chiudere lo sportello, lasciando quindi generare altri topi famelici. Kohaku inorridito vorrebbe chiudere lo zaino per evitare altre uccisioni di innocenti, ma è sorvegliato dai Saimyosho; in quell'istante arriva Sango, sconvolta nel vedere suo fratello ancora una volta coinvolto in una strage, e inizia ad affrontarlo per distruggere lo zaino, ma Kohaku protegge lo zushi a tutti costi. Nel frattempo anche Hakudoshi raggiunge l'albero attira demoni e lo annienta con alcuni demoni-lumaca annullandone il potere e ridando il via libera alla corsa omicida dei topi. Inuyasha e Kagome intervengono, ma oramai l'albero è fuori uso e così si dirigono verso lo zaino. Miroku cerca di risucchiarli nel vortice, ma i topi sono troppo numerosi: Kohaku perciò viene assalito e Sango tenta di distruggere lo zaino, ma esso è protetto da una barriera e così anche lei viene travolta dai topi. Inuyasha arriva appena in tempo per distruggere lo zaino grazie all'intervento di una freccia di Kikyo che ne ha distrutto la barriera. Kohaku si allontana e viene portato via, scoprendo di essere sorvegliato da Hakudoshi. Sango è abbattuta per l'accaduto ma capisce che nonostante tutto non riesce a odiare suo fratello. Kikyo, viste le trucidazioni fatte solo per farla uscire allo scoperto, decide di mettere fine lei stessa a Naraku. |                   |                   |
| 160 | Un amore di teppista 「幸せを呼ぶフタマタ暴力男」 - Shiawase wo yobu hutamata bōryoku otoko | 26 luglio 2004    | 9 ottobre 2007    |
| 160 | Il gruppo torna al villaggio e Kagome nella sua epoca per rilassarsi. Inuyasha racconta a Kaede che Kikyo è ancora viva, ma ella non è sorpresa dal momento che aveva visto Kocho e Asuka trafugare la sua tomba. Kagome riceve in regalo una bici usata dai vicini ma Inuyasha, infastidito di non essere avvertito del suo ritorno nell'era moderna, va a riprenderla distruggendo involontariamente la bicicletta, mandando Kagome su tutte le furie. Come se questo non bastasse, mentre chiacchiera con le sue amiche, le sfugge che Inuyasha si trova al tempio, così Eri, Yuka e Ayumi si precipitano a conoscerlo. Nonostante la ragazza tenti di non farli incontrare, vista la natura del mezzo-demone, per caso Inuyasha incontra le amiche facendo la loro conoscenza indossando una bandana che copre le sue orecchie canine. |                   |                   |
| 161 | Una macchia nel passato di Miroku 「弥勒法師昔のあやまち」 - Miroku-hōshi mukashi no ayamachi | 2 agosto 2004     | 23 ottobre 2007   |
| 161 | Miroku e gli altri arrivano nei pressi di un villaggio e il monaco viene accolto dai genitori di una ragazza di nome Shima, a cui Miroku due anni prima aveva prestato il suo aiuto promettendo prima di partire che sarebbe tornato in futuro per concepire un bambino. Lo spirito del lago vicino, dalle sembianze di un pesce-gatto, in cambio delle preghiere esaudite da lui al padre della ragazza ha imposto di ricevere Shima come sua sposa a patto che sia pura e illibata. Così lei dice allo spirito di avere perso la verginità con Miroku per non dovere sposare il mostro, mandando su tutte le furie sia lo spirito del lago che Sango. |                   |                   |
| 162 | Sesshomaru per sempre 「殺生丸様と永遠に一緒」 - Sesshomaru-sama to eien ni issho | 9 agosto 2004     | 30 ottobre 2007   |
| 162 | Un gruppo di briganti, dopo avere trucidato gli abitanti di un villaggio, trova sulla loro strada Sesshomaru che uccide i banditi reagendo ai loro attacchi. In quel momento viene visto dalla banda del maestro Ungai, monaci specializzati nello sterminio dei demoni, reclamati in un villaggio per uccidere Ongokuki, un Oni che rapisce i bambini per rivenderli ad altri demoni. Anche Rin viene rapita e portata in una grotta assieme ad altri bambini, ma il monaco Ungai con i suoi seguaci raggiunge il posto e distrugge il demone e libera i bambini; in quel momento però arriva Sesshomaru a riprendersi Rin. Ungai con la sua banda tenta di ucciderlo notando l'aura demoniaca troppo elevata ma fallisce. Sesshomaru dice a Rin di scegliere se continuare a seguirlo o se tornare a vivere fra gli umani; lei ovviamente continua a seguire il principe dei demoni sotto lo stupore incredulo del monaco. |                   |                   |
| 163 | Il giardino segreto 「琥珀珊瑚雲母 秘密の花園」 - Kohaku Sango kirara: himitsu no hanazono | 23 agosto 2004    | 6 novembre 2007   |
| 163 | Trovandosi nelle vicinanze del villaggio degli sterminatori Kirara si allontana per fare visita ad alcuni luoghi in cui sono riposti ricordi d'infanzia di Kohaku e Sango, in particolare un giardino segreto. Kagura e il giovane sterminatore si trovano proprio al villaggio degli sterminatori alla ricerca di qualche traccia di Kikyo, perciò Kohaku ne approfitta per rendere omaggio ai suoi compagni defunti. Kirara intanto incontra alcuni demoni aggressivi e preparandosi alla lotta viene aiutato da Kohaku che intraprende subito con la bestia la loro vecchia intesa di combattimento. Una volta uccisi i demoni Kohaku dice addio alla sua fedele compagna. Nel frattempo Sango, che era andata a cercare la nekomata, trova Kagura, intuendo che lo sterminatore si trova con lei. La signora del vento le dice che anche se dovesse ritrovarlo sarebbe inutile e che in ogni caso Kohaku rimarrà uno strumento di Naraku fino alla morte. I due fratelli per poco non si incontrano; Kohaku decide che non è ancora arrivato il momento di riabbracciare la sorella e farle sapere di avere ritrovato la memoria. |                   |                   |
| 164 | L'invincibile Shippo 「最強の敵 宿り蛹七宝」 - Saikyō no teki, yadori sanagi Shippō | 30 agosto 2004    | 13 novembre 2007  |
| 164 | Naraku, in un luogo sconosciuto e proibito, entra in possesso di una misteriosa gemma. Inuyasha e gli altri in un villaggio, liberano sotto richiesta dei paesani una Volpe Divina dalla possessione di uno Yadori Sanagi, un parassita che pur non essendo potente è in grado di controllare corpi di demoni potenti, rendendoli malvagi e aggressivi. La sera uno di questi Yadori Sanagi prende possesso del corpo di Shippo, che così inizia a seminare il villaggio di dispetti ai paesani e poi a riversare la sua aggressività su Inuyasha che prima lo aveva trattato male usando i suoi trucchi da kitsune. Dopo varie peripezie il mezzo-demone riesce a liberare Shippo e a punirlo. Il gruppo segue il parassita e si trova di fronte a una caterva di Yadori Sanagi; Sango dice che generalmente quando sono in molti significa che hanno posseduto un demone gigantesco, e che se si sono staccati vuole dire che l'ospite è morto. Lì però non vi è nessuna traccia di cadaveri, perciò il sospetto è che per qualche ragione Naraku abbia sfruttato i parassiti su un ospite probabilmente ancora vivo. |                   |                   |
| 165 | Una minaccia per Naraku 「奈落を倒す最大の手がかり」 - Naraku wo taosu saidai no tegakari | 6 settembre 2004  | 20 novembre 2007  |
| 165 | Il gruppo indaga sugli insetti parassiti e sulla sparizione di un'intera montagna dove nel cratere vi è impregnato l'odore di Naraku e di un altro demone; allo stesso tempo Kohaku e Kagura, sotto ordine di Naraku, si occupano di sterminare tutti gli Yadori Sanagi. I due vedono per un attimo una montagna spostarsi, così Kagura di sua iniziativa va a indagare; anche Inuyasha e gli altri vanno dal monte, che in realtà è un demone montagna di nome Gakusanjin. Esso spiega che Naraku lo ha destato dal suo sonno rubandogli la gemma protettrice Fuyoheki con la quale è possibile nascondere l'aura demoniaca. Il demone montagna consegna al gruppo la sua aura cristallizzata; se sono vicini a Fuyoheki l'aura presente nei cristalli scompare se si allontanano tornano come prima. Kagura, nascosta ad ascoltare, ne prende una manciata. Intanto gli shikigami di Kikyo si dirigono verso la locazione del cuore di Naraku nascosto in un luogo con Kanna, così Hakudoshi manda Kohaku ad aiutarla e nel tragitto incontra la sacerdotessa che si rende conto della volontà libera del giovane sterminatore. Naraku compare alle spalle di Kikyo, con l'ausilio di Fuyoheki, imprigionandola nei suoi tentacoli; comunque Inuyasha sopraggiunge in tempo e il nemico fugge. Il mistero è svelato: Naraku non può morire finché il cuore posto in un altro luogo non viene distrutto e vuole usare la gemma anti-aura per nasconderlo. Successivamente, seguendo la pista di cadaveri di demoni artificiali animati con l'uso dell'haku, il gruppo si imbatte in Hakudoshi con la creatura da lui concepita, Moryomaru. Il demone si rivela molto potente e con l'abilità di volare; il mezzo-demone comunque riesce a usare Kongosoha, ma Hakudoshi gli fa da scudo e fugge. |                   |                   |
| 166 | Duplice vincolo (prima parte) 「二人の絆 四魂のかけらを使え！」 - Futari no kizuna - shikon no kakera wo tsukae! | 13 settembre 2004 | 27 novembre 2007  |
| 166 | Inuyasha e gli altri vengono a conoscenza dell'uccisione di Gakusanjin da parte di un gruppo di ragazzini che usano giare dalle quali sparano fasci di folgore. Seguendoli arrivano in un tempio in cui vi è un asceta di nome Goryomaru che possiede un braccio di demone, appartenente a uno che ha tentato di divorarlo portandogli via l'arto destro. L'eremita riuscendolo a soggiogare, utilizza questo braccio come arma contro i demoni sparando i fasci di luce e ricaricando con il potere demoniaco le giare dei bambini. I bambini confessano di avere ucciso Gakusanjin per caso non sapendo distinguere demoni buoni da malvagi; secondo Kagura Gakusanjin era sulla pista per ritrovare Fuyoheki perciò prende di mira il tempio, soprattutto quando si rende conto che i demoni del posto sono tutti attirati lì da una fortissima aura spiritica. La signora dei venti uccide i demoni e utilizza la sua Danza dei Morti per assaltare il tempio, mentre Inuyasha e gli altri distruggono i demoni-cadaveri. Kagura entra, ma il suo cristallo di aura non reagisce se non nell'istante in cui si trova a tu per tu con Goryomaru, che in quel momento era indebolito per le ricariche alle giare, ma trovandosi in vicinanza con il frammento di Kagome si riprende e colpisce in pieno petto Kagura, che taglia la corda. Kagome, in quell'attimo in cui Goryomaru ha colpito Kagura, ha per un attimo percepito una sensazione già vissuta. Kagura con il petto forato finisce nei pressi del gruppo di Sesshomaru e viene ripescata. Quando riprende i sensi Kagura spiega la faccenda del cuore di Naraku e di Fuyoheki consegnandogli un cristallo di aura e indirizzandolo al tempio di Goryomaru. |                   |                   |
| 167 | Duplice vincolo (seconda parte) 「二人の絆 四魂のかけらを使え！」 - Futari no kizuna - shikon no kakera wo tsukae! | 13 settembre 2004 | 27 novembre 2007  |
| 167 | Miroku e gli altri si dirigono alla montagna vicino al tempio; arrivati a una grotta trovano tantissimi cadaveri di demoni uccisi da Goryomaru e i bambini orfani, il quale lì ammassati generano aura demoniaca immensa. Hakudoshi trova Kagura e la scorta di nuovo al tempio, dove il ragazzo bianco uccide Goryomaru e pochi istanti dopo Kanna compare dal nulla con in braccio il bambino al cui interno è custodito il cuore di Naraku. Kagura capisce che Naraku ha di proposito mantenuto il bambino in quel tempio dove veniva emanata aura demoniaca di massa, forzata ancora di più dalla presenza dell'asceta, in modo che il cristallo di Gakusanjin non reagisse alla presenza di Fuyoheki. Kanna e il bambino entrano in una rocca da Oni, così Kagura suggerisce la via al gruppo di Inuyasha all'interno, anch'esso ormai a conoscenza dell'identità del bambino. Il mezzo-demone nota subito la presenza di Naraku e lo scova, dando inizio al combattimento. Naraku attiva il potere della Sfera incompleta per dare vita e potere all'Oni che si risveglia e inonda di acido il posto, così da sciogliere il gruppo e prendersi l'ultimo frammento. Miroku usa il vortice, ma finisce per risucchiare molti Saimyosho, allora si mette in disparte e crea una barriera protettiva per proteggere gli altri, mentre Inuyasha distrugge Naraku con Kongosoha; tuttavia le pareti dell'orco bloccate sono rese troppo resistenti dal potere della sfera, così Kagome tenta di purificarla ma Naraku sfruttando il collegamento con Hakudoshi si trasferisce nella sua barriera al di fuori della rocca. A questo punto Miroku sviene e Inuyasha usa il potere del frammento per potenziare Tessaiga, che però viene inquinato dall'energia maligna dell'Oni, dando vita al processo di trasformazione in demone. Kagome, a costo di ferirsi i piedi nell'acido, si butta fra le braccia del mezzo-demone purificandolo, allora Inuyasha scaglia un potentissimo Kongosoha che distrugge il gigantesco Oni. Intanto Kikyo si imbatte in Moryomaru, controllato ancora dall'haku, e il bambino con Kanna, ma fallisce nel tentativo di ucciderli. Sesshomaru, al tempio di Goryomaru deserto, nota la tomba dell'asceta disseppellita senza che vi sia alcun cadavere. |                   |                   |